# Gran Premio di Germania 1983
Il Gran Premio di Germania 1983 è stata la decima prova della stagione 1983 del Campionato mondiale di Formula 1. Si è corsa domenica 7 agosto 1983 sul Circuito di Hockenheim. La gara è stata vinta dal francese René Arnoux su Ferrari; per il vincitore si trattò del sesto successo nel mondiale.  Ha preceduto sul traguardo gli italiani Andrea De Cesaris su Alfa Romeo e Riccardo Patrese su Brabham-BMW.

## Vigilia

### Aspetti tecnici
La Corte d'Appello della Federazione Internazionale dell'Automobile rigettò il ricorso, presentato dalla Tyrrell, in merito al sistema di scappamento utilizzato dalla Renault. Secondo i giudici gli organi in movimento di motore e turbo non comportavano un effetto aerodinamico, pur se i gas di scarico poteva essere utilizzati per generare un vantaggio all'aerodinamica della monoposto. La casa Francese ripresentò così, ma solo sul muletto, la vecchia geometria dei tubi di scarico, ora definitivamente permessa.
La Tyrrell, con l'appoggio della Williams, reclamò, nuovamente, in merito al sistema di iniezione d'acqua nella benzina, utilizzato dalla Ferrari e della Renault. Secondo i team inglesi questo stratagemma, che comportava l'iniezione dell'acqua nella benzina, prima che questa entrasse nel motore, rendeva il carburante non conforme. La fornitrice di carburante della Tyrrell, la francese Elf,che riforniva anche la Renault, minacciò la casa inglese l'interruzione della fornitura se la stessa non avesse bloccato le sue iniziative di protesta.
La Ferrari presentò delle modifiche alla nuova 126 C3: la parte posteriore era stata ridisegnata per consentire un alleggerimento. L'Alfa Romeo 183T presentò dei profili di deportanza inferiori più piccoli, e dei turbocompressori più grandi; sulla Brabham BT52 vennero montati, nuovamente, dei freni in fibra di carbonio, mentre sul motore BMW venne predisposto un nuovo tubo di scarico, che consentiva una maggiore potenza a bassi regimi. Vennero apportate delle modifiche anche alla Ligier.
La Goodyear, dopo i problemi sorti col caldo del Gp precedente, portò degli pneumatici radiali che però vennero scartati dopo i primi test effettuati dai piloti. La Michelin portò un nuovo tipo di pneumatici anteriori, anche se in quantità limitata.

### Aspetti sportivi
A un anno dal grave incidente, che lo vide vittima, proprio sul tracciato tedesco, Didier Pironi fece visita alla sua vecchia Scuderia Ferrari. La scuderia tedesca ATS iscrisse alla gara, una seconda vettura, affidata a Stefan Bellof. L'iscrizione non venne poi confermata.

## Qualifiche

### Resoconto
Nella giornata del venerdì le prove ufficiali vennero dominate dalla Ferrari: Patrick Tambay precedette di un decimo il suo compagno di scuderia René Arnoux. Terzo di classificò un altro pilota di una vettura italiana, Andrea De Cesaris su Alfa Romeo, staccato di un secondo e mezzo dal primo. Tambay si lamentò per una manovra di Niki Lauda, ma l'austriaco spiegò che la troppa differenza di velocità tra la sua vettura a motore a pressione atmosferica e le vetture a motore turbo, rendeva difficile la convivenza in pista.
Le Brabham soffrirono di problemi tecnici, con Nelson Piquet che ruppe ben due motori BMW, ma che comunque chiuse col quarto tempo. Le due Renault precedettero, col quinto e sesto tempo, l'altro pilota Alfa, Mauro Baldi. Dodicesimo di piazzò Keke Rosberg, primo dei piloti con vetture non dotate di un motore sovralimentato: il finlandese era però distanziato di ben sei secondi da Tambay. Altri problemi tecnici furono evidenziati dalla Lotus, tanto che Elio De Angelis chiuse solo undicesimo (dopo un incidente nelle libere), mentre Nigel Mansell, ancora con a disposizione solo la vecchia 93T, sprofondò al diciottesimo posto. Anche il pilota della Ligier, Raul Boesel, fu protagonista di un brutto incidente, senza però conseguenze fisiche. Non poté nemmeno provare Manfred Winkelhock, unico tedesco iscritto. La sua ATS subì un problema alla lubrificazione del turbo, mentre il muletto risultò inservibile a causa di un guasto al cambio.
La pioggia del sabato non permise a nessuno dei piloti di migliore i tempi fatti segnare il giorno precedente. Patrick Tambay conquistò così la sua seconda pole position nel mondiale di F1. Il più veloce, con pista bagnata, fu René Arnoux. La giornata fu movimentata solo da alcuni problemi tra i piloti e il corpo di sicurezza, presente all'autodromo. Andrea De Cesaris ebbe un diverbio con un addetto che, non riconoscendolo, voleva impedirne l'accesso al tracciato; stessa sorte anche per Keke Rosberg e per Manfred Winkelhock. Eddie Cheever ebbe invece un richiamo da parte della polizia per non aver seguito le indicazioni per raggiungere il circuito, dal suo hotel.

### Risultati
Nella sessione di qualifica si è avuta questa situazione:
| Pos | Nº | Pilota             | Costruttore             | Tempo       | Griglia |
| --- | -- | ------------------ | ----------------------- | ----------- | ------- |
| 1   | 27 | Patrick Tambay     | Ferrari                 | 1'49"328    | 1       |
| 2   | 28 | René Arnoux        | Ferrari                 | 1'49"435    | 2       |
| 3   | 22 | Andrea De Cesaris  | Alfa Romeo              | 1'50"845    | 3       |
| 4   | 5  | Nelson Piquet      | Brabham-BMW             | 1'51"082    | 4       |
| 5   | 15 | Alain Prost        | Renault                 | 1'51"228    | 5       |
| 6   | 16 | Eddie Cheever      | Renault                 | 1'51"540    | 6       |
| 7   | 23 | Mauro Baldi        | Alfa Romeo              | 1'51"867    | 7       |
| 8   | 6  | Riccardo Patrese   | Brabham-BMW             | 1'52"105    | 8       |
| 9   | 35 | Derek Warwick      | Toleman-Hart            | 1'54"199    | 9       |
| 10  | 36 | Bruno Giacomelli   | Toleman-Hart            | 1'54"648    | 10      |
| 11  | 11 | Elio de Angelis    | Lotus-Renault           | 1'54"831    | 11      |
| 12  | 1  | Keke Rosberg       | Williams-Ford Cosworth  | 1'55"289    | 12      |
| 13  | 40 | Stefan Johansson   | Spirit-Honda            | 1'55"870    | 13      |
| 14  | 30 | Thierry Boutsen    | Arrows-Ford Cosworth    | 1'56"015    | 14      |
| 15  | 2  | Jacques Laffite    | Williams-Ford Cosworth  | 1'56"318    | 15      |
| 16  | 3  | Michele Alboreto   | Tyrrell-Ford Cosworth   | 1'56"398    | 16      |
| 17  | 12 | Nigel Mansell      | Lotus-Renault           | 1'56"490    | 17      |
| 18  | 8  | Niki Lauda         | McLaren-Ford Cosworth   | 1'56"730    | 18      |
| 19  | 25 | Jean-Pierre Jarier | Ligier-Ford Cosworth    | 1'57"018    | 19      |
| 20  | 29 | Marc Surer         | Arrows-Ford Cosworth    | 1'57"072    | 20      |
| 21  | 4  | Danny Sullivan     | Tyrrell-Ford            | 1'57"426    | 21      |
| 22  | 34 | Johnny Cecotto     | Theodore-Ford Cosworth  | 1'57"744    | 22      |
| 23  | 7  | John Watson        | McLaren-Ford Cosworth   | 1'57"776    | 23      |
| 24  | 33 | Roberto Guerrero   | Theodore-Ford Cosworth  | 1'57"790    | 24      |
| 25  | 26 | Raul Boesel        | Ligier-Ford Cosworth    | 1'58"413    | 25      |
| 26  | 32 | Piercarlo Ghinzani | Osella-Alfa Romeo       | 1'58"473    | 26      |
| NQ  | 17 | Kenny Acheson      | RAM March-Ford Cosworth | 1'59"003    | NQ      |
| NQ  | 31 | Corrado Fabi       | Osella-Alfa Romeo       | 2'01"113    | NQ      |
| NQ  | 9  | Manfred Winkelhock | ATS-BMW                 | senza tempo | NQ      |

## Gara

### Resoconto
Nelson Piquet decise di affrontare la gara col muletto, mentre Patrick Tambay e Alain Prost optarono per cambiare il motore sulle loro vetture. Il pilota della Renault, dopo il giro d'installazione, preferì passare all'utilizzo del muletto.
Alla partenza Patrick Tambay mantenne il comando della gara, davanti al compagno di scuderia René Arnoux, poi Andrea De Cesaris, Nelson Piquet e le due Renault; la difficile partenza delle Toleman provocò confusione nella pancia del gruppo, tanto che Keke Rosberg dovette sorpassarle passando sull'erba. Già nel corso del primo passaggio Piquet passò De Cesaris.
René Arnoux prese il comando della gara al secondo giro; dietro, Andrea De Cesaris, venne passato prima da Alain Prost, poi, dopo un bel duello, anche da Eddie Cheever. Il pilota dell'Alfa Romeo cedette, al settimo giro, ancora una posizione, questa volta a Riccardo Patrese.
Al decimo giro, dei problemi al motore, costrinsero Patrick Tambay a fermarsi ai box: gli vennero montate nuove candele, ma la gara del francese terminò dopo poco. Anche Prost soffriva di noie tecniche; sulla sua vettura era mancata la prima marcia.
Al diciassettesimo giro terminò anche la gara per Derek Warwick. L'inglese, che era settimo, si ritirò per un guasto al propulsore Hart. Tre giri dopo Prost, a cui erano sorti problemi anche per l'uso della quinta marcia, si fermò per il rabbocco di carburante e il cambio degli pneumatici: rientrò in pista sesto. Al ventitreesimo giro fu il turno, della sosta, del leader della gara, Arnoux. La velocità dei meccanici della Ferrari permisero al pilota di rientrare in pista secondo, alle spalle del solo Nelson Piquet. Dietro al francese c'era invece Andrea De Cesaris, che aveva ripassato Patrese.
Al giro 24 vi fu la sosta per Cheever, seguito, al giro 26 da De Cesaris. Piquet rimaneva al comando, davanti ad Arnoux, Patrese, Cheever, Prost, De Cesaris. Riccardo Patrese si fermò al ventinovesimo passaggio, ma rientrò in pista davanti a De Cesaris. Nello stesso giro effettuò la sosta anche Niki Lauda, che però giunse lungo alla sua piazzola, e venne aiutato dai meccanici a fermare la monoposto nel punto migliore per il rifornimento.
Nelson Piquet si fermò al giro 31; la velocità dei suoi meccanici non fu sufficiente per consentire di fargli mantenere la prima posizione, in cui tornò René Arnoux. Nello stesso giro Andrea De Cesaris passò nuovamente Patrese, mentre, poco dopo, il pilota dell'Alfa approfittò dei guai al cambio di Prost, per salire in quarta posizione. Il francese fece passare, al giro 33, anche Patrese.
La gara di Eddie Cheever si interruppe al giro 39, quando un problema alla pompa della benzina lo costrinse all'abbandono. De Cesaris scalò così in terza posizione. Al quarantaduesimo giro, dalla vettura di Nelson Piquet, iniziò a fuoriuscire della benzina, a causa della rottura del filtro del carburante. Il motore turbo BMW del brasiliano andò in fiamma, costringendolo ad abbandonare il gran premio.
Negli ultimi giri si verificarono dei problemi sia sulla vettura di René Arnoux (al motore) che su quella di De Cesaris (rottura di una guarnizione). Ciò non impedì al francese di vincere per la sesta volta nel mondiale. Due italiani, Andrea De Cesaris e Riccardo Patrese, completarono il podio. Per Patrese fu il primo arrivo a punti in stagione, dopo 9 ritiri (anche se era stato classificato in una gara).

### Risultati
I risultati del gran premio furono i seguenti:
| Pos | No | Pilota             | Costruttore            | Giri | Tempo/Ritiro        | Pos. Griglia | Punti |
| --- | -- | ------------------ | ---------------------- | ---- | ------------------- | ------------ | ----- |
| 1   | 28 | René Arnoux        | Ferrari                | 45   | 1h27'10"319         | 2            | 9     |
| 2   | 22 | Andrea De Cesaris  | Alfa Romeo             | 45   | + 1'10"652          | 3            | 6     |
| 3   | 6  | Riccardo Patrese   | Brabham-BMW            | 45   | + 1'44"093          | 8            | 4     |
| 4   | 15 | Alain Prost        | Renault                | 45   | + 2'00"750          | 5            | 3     |
| 5   | 7  | John Watson        | McLaren-Ford Cosworth  | 44   | + 1 giro            | 23           | 2     |
| 6   | 2  | Jacques Laffite    | Williams-Ford Cosworth | 44   | + 1 giro            | 15           | 1     |
| 7   | 29 | Marc Surer         | Arrows-Ford Cosworth   | 44   | + 1 giro            | 20           |       |
| 8   | 25 | Jean-Pierre Jarier | Ligier-Ford Cosworth   | 44   | + 1 giro            | 19           |       |
| 9   | 30 | Thierry Boutsen    | Arrows-Ford Cosworth   | 44   | + 1 giro            | 14           |       |
| 10  | 1  | Keke Rosberg       | Williams-Ford Cosworth | 44   | + 1 giro            | 12           |       |
| 11  | 34 | Johnny Cecotto     | Theodore-Ford Cosworth | 44   | + 1 giro            | 22           |       |
| 12  | 4  | Danny Sullivan     | Tyrrell-Ford Cosworth  | 43   | + 2 giri            | 21           |       |
| 13  | 5  | Nelson Piquet      | Brabham-BMW            | 42   | Fuoco               | 4            |       |
| SQ  | 8  | Niki Lauda         | McLaren-Ford Cosworth  | 44   | Squalificato        | 18           |       |
| Rit | 16 | Eddie Cheever      | Renault                | 38   | Alimentazione       | 6            |       |
| Rit | 32 | Piercarlo Ghinzani | Osella-Alfa Romeo      | 34   | Perdita d'olio      | 26           |       |
| Rit | 26 | Raul Boesel        | Ligier-Ford Cosworth   | 27   | Motore              | 25           |       |
| Rit | 23 | Mauro Baldi        | Alfa Romeo             | 24   | Turbo               | 7            |       |
| Rit | 36 | Bruno Giacomelli   | Toleman-Hart           | 19   | Turbo               | 10           |       |
| Rit | 35 | Derek Warwick      | Toleman-Hart           | 17   | Motore              | 9            |       |
| Rit | 40 | Stefan Johansson   | Spirit-Honda           | 11   | Motore              | 13           |       |
| Rit | 27 | Patrick Tambay     | Ferrari                | 11   | Motore              | 1            |       |
| Rit | 11 | Elio De Angelis    | Lotus-Renault          | 10   | Motore              | 11           |       |
| Rit | 3  | Michele Alboreto   | Tyrrell-Ford Cosworth  | 4    | Pompa della benzina | 16           |       |
| Rit | 12 | Nigel Mansell      | Lotus-Renault          | 1    | Motore              | 17           |       |
| Rit | 33 | Roberto Guerrero   | Theodore-Ford Cosworth | 0    | Motore              | 24           |       |
| NQ  | 17 | Kenny Acheson      | RAM-Ford Cosworth      |      |                     |              |       |
| NQ  | 31 | Corrado Fabi       | Osella-Alfa Romeo      |      |                     |              |       |
| NQ  | 9  | Manfred Winkelhock | ATS-BMW                |      |                     |              |       |
| NA  | 10 | Stefan Bellof      | ATS-BMW                |      |                     |              |       |

## Classifiche

### Piloti
| Pos. | Pilota            | Punti |
| ---- | ----------------- | ----- |
| 1    | Alain Prost       | 42    |
| 2    | Nelson Piquet     | 33    |
| 3    | Patrick Tambay    | 31    |
| 4    | René Arnoux       | 28    |
| 5    | Keke Rosberg      | 25    |
| 6    | John Watson       | 18    |
| 7    | Eddie Cheever     | 14    |
| 8    | Niki Lauda        | 11    |
| 9    | Jacques Laffite   | 11    |
| 10   | Michele Alboreto  | 9     |
| 11   | Andrea De Cesaris | 6     |
| 12   | Riccardo Patrese  | 4     |
| 13   | Nigel Mansell     | 4     |
| 14   | Marc Surer        | 4     |
| 15   | Danny Sullivan    | 2     |
| 16   | Johnny Cecotto    | 1     |
| 17   | Mauro Baldi       | 1     |

### Costruttori
| Pos. | Team                   | Punti |
| ---- | ---------------------- | ----- |
| 1    | Ferrari                | 59    |
| 2    | Renault                | 56    |
| 3    | Brabham-BMW            | 37    |
| 4    | Williams-Ford Cosworth | 36    |
| 5    | McLaren-Ford Cosworth  | 29    |
| 6    | Tyrrell-Ford Cosworth  | 11    |
| 7    | Alfa Romeo             | 7     |
| 8    | Arrows-Ford Cosworth   | 4     |
| 9    | Lotus-Renault          | 3     |
| 10   | Theodore-Ford Cosworth | 1     |
| 11   | Lotus-Ford Cosworth    | 1     |

## Decisioni dei commissari
La direzione di gara decise di squalificare Niki Lauda, giunto quinto. Nel corso del rifornimento, infatti, il pilota venne aiutato dai suoi meccanici a rientrare nella posizione corretta sulla piazzola di sosta.